# Local 58
Local 58 es una serie web de terror creada por el dibujante Kris Straub. La serie es un spin-off del creepypasta de Candle Cove de Straub. Actualmente alojado en el canal de YouTube LOCAL58TV, cada video de la serie se presenta como imágenes de un canal de televisión de acceso público ficticio ubicado en el condado de Mason, Virginia Occidental, llamado Local 58, con el distintivo de llamada WCLV-TV, creado a fines de la década de 1930, que es secuestrado continuamente durante un período de décadas con una serie de transmisiones siniestras y surrealistas.
La serie hace uso de la degradación de video y audio para aumentar el realismo y la naturaleza inquietante de cada video. La serie se describe a sí misma como " horror analógico ", un término que desde entonces se ha utilizado como nombre para un subgénero de nicho de series web similares de metraje encontrado con temas de VHS que se inspiraron en Local 58 o utiliza un estilo y técnicas similares a la serie. Desde entonces, la serie ha ganado seguidores de culto .
En septiembre de 2021 se creó un sitio web llamado local58.tv como una extensión de la historia principal. El sitio web presenta un "Archivo web LookBack" similar al servicio de archivo web Wayback Machine, y presenta numerosos huevos de Pascua y puntos de la trama para un juego de realidad alternativa asociado que ofrece más detalles sobre la continuidad Local 58.

## Episodios
Local 58 consta de diez episodios. Los primeros nueve van desde menos de 1 minuto a 5 minutos en tiempo de ejecución, mientras que el décimo tiene una duración de casi 30 minutos. Los episodios se cargaron originalmente en un sitio web separado; sin embargo, a fines de 2018, todos los episodios ahora se cargan en YouTube.
| N.º | Título                                   | Dirigido por | Escrito por | Duración | Fecha de emisión original |
| --- | ---------------------------------------- | ------------ | ----------- | -------- | ------------------------- |
| 1 | «Weather Service»                        | Kris Straub  | Kris Straub | 3:38     | 26 de octubre de 2015     |
| Un horario de programación transmitido a la medianoche es interrumpido por un mensaje del Sistema de Alerta de Emergencia del Servicio Meteorológico del Condado que advierte a los espectadores sobre un evento meteorológico que se está produciendo, y la alerta permanece vigente hasta el amanecer. Concluye el mensaje advirtiendo que los ciudadanos no deben ver el evento a simple vista. La programación normal se reanuda y el horario se vuelve a mostrar, pero el único programa que se muestra se titula ominosamente 'Blood of the {moon}', siendo interrumpido por una transmisión EAS más urgente, esta vez mejorada a una advertencia de peligro civil, antes de que pueda ser completamente mostrado. Como la transmisión establece que los espectadores no deben mirar el cielo nocturno y que habrá más información disponible, la estación es secuestrada y el secuestrador afirma que el evento meteorológico es seguro y que se levantó la advertencia. Luego exigen directamente a los espectadores que salgan. Luego parece tener lugar una lucha por hacerse con el control de la estación entre el personal de la estación y el secuestrador. Mientras está casi completamente oscurecido, el primer grupo intenta frenéticamente emitir advertencias a los espectadores para que no miren a la Luna, mientras que el segundo intenta cortar o modificar estos mensajes mediante el uso de fallas visuales. El Local 58 vuelve brevemente a la programación normal durante unos segundos antes de que se transmita una secuencia final de mensajes EAS, en los que parece que la segunda parte ha logrado obtener el control de la estación, alterando la transmisión una vez más para presentar un conjunto de mensajes crípticos. detallando cómo les lavaron el cerebro lo que parece ser la propia Luna. Después de iniciar un mensaje final, "SI TIENES MIEDO, LO VEREMOS JUNTOS", la transmisión pasa a una vista en vivo de la Luna mientras se escuchan los gritos distantes de las personas, antes de pasar a negro.                                                                                         |                                          |              |             |          |                           |
| 2 | «Contingency»                            | Kris Straub  | Kris Straub | 3:06     | 16 de enero de 2016       |
| La estación cierra el día y comienza a transmitir barras SMPTE. Luego, la transmisión se interrumpe repentinamente con una alerta de emergencia del ficticio "Departamento para la Preservación de la Dignidad Estadounidense" (DPAD) y un mensaje escrito del presidente Lyndon B. Johnson en "The Star-Spangled Banner", afirmando que el ejército de Estados Unidos ha sido derrotado por el de una nación extranjera. El mensaje, impreso en una diapositiva, establece que todos los estadounidenses están 'llamados a ACTUAR' para 'preservar la memoria de los Estados Unidos clara y brillante... sin mancha y sin concesiones'. Después de que concluye el mensaje, se reproduce una versión muy distorsionada de "My Country, 'Tis of Thee" mientras continúa la transmisión. El DPAD insta a los espectadores a suicidarse en masa para evitar que las fuerzas enemigas los capturen. Después de informar a los televidentes que las fuerzas del orden locales deben 'garantizar su cumplimiento' y que es 'contra la ley retrasar', lo que implica que cualquier persona que se resista a la orden de suicidarse será ejecutada, la transmisión afirma que se repetirá 'hasta que no hay quien lo lea', y recomienda suicidarse a balazos. También sugieren, si el tiempo lo permite, la 'Posición de Victoria', una postura ritual en la que al menos una persona se acuesta boca arriba en el jardín delantero antes de pegarse un tiro. Después de instruir a los televidentes para que sacrifiquen a sus hijos y mascotas, y luego emitir la declaración de que 'EL ESTADO 51 NO ES UN LUGAR', la transmisión errónea se detiene repentinamente. Local 58 transmite una retractación alegando que el mensaje era un engaño y se disculpa por el error. Sin embargo, visible detrás del mensaje hay una segunda diapositiva que le indica a la estación que afirme que el metraje fue un engaño en caso de una transmisión accidental, lo que indica que todo lo visto hasta la diapositiva del engaño era un plan de contingencia real destinado a usarse si tales eventos llegaran a ocurrir. jamás tendrá lugar en la realidad. |                                          |              |             |          |                           |
| 3 | «You Are on the Fastest Available Route» | Kris Straub  | Kris Straub | 2:33     | 19 de junio de 2015       |
| Un cronograma de programación para el canal se corta abruptamente a estática y es reemplazado por imágenes de una dashcam grabadas el 21 de noviembre de 2014, que involucran a un conductor siguiendo un navegador GPS. La unidad consiste principalmente en las direcciones del GPS y le informa al conductor que está "en la ruta más rápida disponible". Después de un tiempo, las imágenes cortan al conductor que conduce a través de un bosque en una carretera sin pavimentar, con las direcciones del GPS cada vez más sospechosas, instruyendo al conductor que siga las señales de prohibido el paso, que continúe por una carretera sin nombre y que se estacione. el coche y apague los faros. Habiendo seguido todas las instrucciones sin fallar, el conductor cumple, deteniendo el automóvil por completo con las luces apagadas. Después de unos segundos, se puede escuchar un fuerte rugido. El conductor rápidamente vuelve a encender los faros para revelar una criatura bípeda en el camino. La transmisión de repente corta al conductor que se aleja de la criatura y el GPS le dice repetidamente al conductor que dé la vuelta. El GPS cuenta rápidamente la distancia en pies a medida que los rugidos se vuelven más fuertes, revelando que la criatura en sí es el destino. Después de congelarse abruptamente, la transmisión avanza hacia el automóvil que ahora yace de lado con el parabrisas roto. Se escucha un último rugido cuando la transmisión falla, y el GPS finalmente anuncia en un tono lento y defectuoso que el conductor ha llegado a su destino. |                                          |              |             |          |                           |
| 4 | «Station ID»                             | Kris Straub  | Kris Straub | 0:18     | 2 de noviembre de 2017    |
| Sirviendo como avance del canal, el video consta de una serie de mensajes crípticos, que dicen lo siguiente: ANALOG HORROR AT 476 MHz WE BEGIN OUR BROADCAST DAY LOOK AWAY IT DOES NOT MATTER THERE ARE OTHER RECEIVERS SAFETY IN NUMBERS Luego, el video se corta abruptamente a negro. |                                          |              |             |          |                           |
| 5 | «Show for Children»                      | Kris Straub  | Kris Straub | 3:11     | 30 de julio de 2018       |
| Un horario de programación corta abruptamente a una cortinilla que dice "Espectáculo para niños del Local 58", que presenta una estatua de un payaso de dibujos animados en un parque de diversiones. La cortinilla cambia a una animación rubber hose titulada "A Grave Mistake", que presenta un esqueleto antropomórfico llamado Cadavre. La caricatura comienza con Cadavre caminando por un cementerio por la noche con la Luna sonriendo en lo alto. Se encuentra con una tumba abierta, se pregunta si su amante estará dentro y decide echar un vistazo. Dentro de la tumba hay un esqueleto realista, que asusta a Cadavre y lo hace huir. Encuentra otra tumba y decide revisar el interior nuevamente, solo para ser asustado por una criatura parecida a un pájaro. Cuando la banda sonora se corta por completo, Cadavre, ahora visiblemente tenso, continúa a través del cementerio mientras la Luna lo mira fijamente. Mira hacia otra tumba y desciende a ella, entrando en una cueva. Después de vagar por la cueva durante algún tiempo, llega a otra tumba abierta. Agotado e incapaz de salir, Cadavre yace boca arriba en el suelo. Desde su perspectiva, se puede ver una representación gigante y realista de la Luna moviéndose sobre el agujero de la tumba. La vista vuelve a Cadavre, que aparentemente ha muerto y se ha convertido en un esqueleto realista y sin vida. Luego, la programación vuelve al parachoques de payaso de dibujos animados. Sin embargo, la boca del payaso ahora es más grande y sus ojos se pueden ver brevemente moviéndose. |                                          |              |             |          |                           |
| 6 | «A Look Back»                            | Kris Straub  | Kris Straub | 1:03     | 27 de agosto de 2018      |
| Una compilación de la historia del Local 58, que recorre los diversos logotipos anteriores del canal ficticio en orden cronológico, es secuestrada y los mensajes comienzan a parpadear en la pantalla similares a los que se muestran en Station ID. La transmisión luego se convierte en un montaje de clips cortos de episodios anteriores de la serie, intercalados con imágenes fallidas de transmisiones de televisión normales. Después de que se muestren algunos mensajes más, la transmisión de la estación vuelve a la normalidad. |                                          |              |             |          |                           |
| 7 | «Real Sleep»                             | Kris Straub  | Kris Straub | 5:10     | 19 de diciembre de 2018   |
| Una grabación VHS personalizada realizada por la Iniciativa de Investigación del Pensamiento (TRI, por sus siglas en inglés) comienza a reproducirse y comienza con un simple juego de "mito o realidad" sobre dormir, afirmando que soñar no es esencial para la salud mental. Luego muestra una imagen de ondas cerebrales monitoreadas llamada "Mapa de Kleitman", lo que implica que el video fue diseñado personalmente para evitar los sueños aplicando un inverso del mapa. Luego, el video pasa a un segmento en el que se introducen cuatro secuencias de manera similar al efecto de distorsión de la cara iluminada. La secuencia uno le dice al espectador que mire directamente al centro de la pantalla mientras los rostros parpadean hacia el espectador. La secuencia dos tiene dos caras que se fusionan lentamente hasta que la cara se desvanece. Luego, la secuencia tres le indica al espectador que repita la frase "no hay caras" varias veces mientras las caras muy distorsionadas parpadean en la pantalla. La secuencia cuatro luego comienza a mostrar una serie de mensajes subliminales siniestros, mientras que "no hay caras" se repite una vez más, inquietantemente lento. El video concluye cuando se le dice al espectador que ahora ha completado el programa de sueño real y que debe evitar ver a un médico. |                                          |              |             |          |                           |
| 8 | «Skywatching»                            | Kris Straub  | Kris Straub | 4:15     | 1 de noviembre de 2019    |
| Siguiendo un horario de transmisión, comienza un episodio de Skywatching, pero de repente se corta, acompañado por el sonido de un grito agudo y distorsionado. El metraje se reemplaza por una transmisión amateur de un hombre que toma imágenes del cielo nocturno a través de su cámara. El hombre apunta la cámara al Cinturón de Orión y las Pléyades, luego, después de cambiar la lente de su cámara, comienza a filmar la Luna, a la que el texto en pantalla se refiere como 'SU TRONO'. Luego, el camarógrafo muestra primeros planos de la superficie de la Luna con nubes en movimiento, formaciones aparentemente orgánicas y extrañas construcciones artificiales. La Luna luego se desvanece. Cuando el camarógrafo cambia la lente nuevamente, se puede escuchar un fuerte ruido cuando reaparece la Luna, ahora mucho más grande en tamaño. Una sirena de tornado Thunderbolt comienza a sonar, y el camarógrafo ajusta el brillo de la cámara apuntando a la Luna, mostrando su hemisferio sur abierto y revelando el cuerpo de un organismo esquelético gigante en el interior. Luego, el camarógrafo baja la cámara y camina hacia la Luna con las manos levantadas cuando la sirena se apaga abruptamente. Luego aparece el texto en pantalla, ahora rojo en lugar de blanco, que dice "ALEGRÍA" antes de que la pantalla se quede estática. |                                          |              |             |          |                           |
| 9 | «Digital Transition»                     | Kris Straub  | Kris Straub | 3:54     | 31 de octubre de 2019     |
| El 13 de julio de 2021, el Local 58 se prepara para realizar un cambio digital a la medianoche. Luego de la conclusión de una transmisión normal de un episodio de One Step Beyond, el canal transmite un parachoques tributo que representa numerosas épocas de los 82 años de historia de la estación (1939 hasta el presente) y sus transmisiones. El final del parachoques muestra el nuevo logotipo del Local 58, con un lema ampliado "Community Digital Television". El cambio tiene lugar, pero a medida que el reloj pasa la medianoche, la transmisión se corrompe cada vez más y la señal analógica persiste, visible detrás de la salida de la señal digital, insistiendo en que el cambio digital se ha pospuesto. La entidad que controla la señal analógica luego comienza a transmitir un mensaje en pantalla sin sentido, similar a un poema, con el tema de la traición, que concluye con "Los pensamientos se forman en agujas / Se sueñan a sí mismos en cuchillos". Se muestran imágenes del Servicio Meteorológico cuando la entidad obtiene el control total de la señal digital de la estación, luego alude a su conexión con la Luna a través de un segundo conjunto de mensajes en pantalla. Una cara distorsionada aparece en la pantalla antes de que la transmisión se corte por completo, reemplazada rápidamente por una advertencia legal de la FCG, una agencia en el universo basada en la FCC del mundo real, sobre la "recepción analógica no autorizada". |                                          |              |             |          |                           |
| 10 | «NSSA-3 (Attypical)»                     | Kris Straub  | Kris Straub | 0:58     | 7 de noviembre de 2021    |
| El video comienza con mucha estática y una cara es parcialmente visible. Se pueden ver mensajes cifrados y habla una voz distorsionada. El logo del Servicio Meteorológico hace apariciones fallidas. La cara distorsionada vuelve a aparecer seguida de un texto ilegible y más mensajes encriptados. El logotipo de Local 58 vuelve a aparecer antes de que la pantalla se quede estática. Este video está marcado como no listado en Youtube. |                                          |              |             |          |                           |
| 11 | «Close»                                  | Kris Straub  | Kris Straub | 29:43    | 1 de noviembre de 2022    |
| Una presentación especial con una transmisión en vivo de la misión C.L.O.S.E (Cometary Lander Orbiter Survey Expedition) realizada por SARO (Space & Aeronautics Regulatory Oversight), una versión ficticia de la NASA, comienza con imágenes de un satélite que se acerca al cometa (ficticio) que gira rápidamente 57838 Eidolon (1P/2006 Telensky), aproximadamente a 25 minutos del aterrizaje. El cometa recibe el sobrenombre de "Cara en el espacio" y "Cráneo del cometa" debido a su gran parecido con un cráneo en los casos de su rotación. A medida que el satélite se acerca al cometa, el video y el audio se distorsionan cada vez más y el parecido facial del cometa se vuelve cada vez más evidente. Un par de minutos después del aterrizaje, se revela que el "ojo" izquierdo del cometa tiene una puerta incrustada en su superficie. Como el módulo de aterrizaje está a segundos de aterrizar, se pueden escuchar extraños ruidos de otro mundo y el módulo de aterrizaje pierde la conexión con la Tierra poco después de aterrizar. Con su conexión con el control de la misión aún cortada, las cámaras del módulo de aterrizaje observan la puerta de Eidolon, que se abre para revelar lo que parece ser material orgánico en su interior. El metraje luego termina cuando una fuerza invisible expulsa el módulo de aterrizaje de Eidolon a gran velocidad. Este video actualmente está marcado como no listado en Youtube. |                                          |              |             |          |                           |

### Controversia
El 4 de julio de 2022, YouTube marcó un episodio de Local 58, "Show for Children", como "para niños", lo que desactiva los comentarios de los usuarios para cumplir con la Ley de protección de la privacidad en línea de los niños. Después de que Straub apeló la decisión de YouTube a través del sitio y otras vías de soporte de las redes sociales, se revirtió a su configuración original el 6 de julio. Esto provocó nuevas discusiones sobre Elsagate y preocupaciones sobre los algoritmos de moderación de YouTube.